# Acanthemblemaria johnsoni
Acanthemblemaria johnsoni es una especie de pez del género Acanthemblemaria, familia Chaenopsidae. Fue descrita científicamente por Almany & Baldwin en 1996.
Se distribuye por el Atlántico Centro-Occidental: Tobago. La longitud estándar (SL) es de 2 centímetros. Habita en arrecifes.
Está clasificada como una especie marina inofensiva para el ser humano.